# Can Coll (Bordils)
Can Coll és una masia de Bordils (Gironès) inclosa a l'Inventari del Patrimoni Arquitectònic de Catalunya.

## Descripció
Inicialment l'edifici hauria estat format per un cos de planta rectangular estructurat en tres crugies perpendiculars a la façana principal. Les posteriors ampliacions han donat un conjunt bastant ampli de planta rectangular, amb construccions agrícoles annexes que defineixen un pati tancat per un mur amb una portalada, a través de la qual s'accedeix actualment a les diferents dependències del mas. En aquest pati hi ha adossada a l'edifici principal una terrassa a nivell de primer pis, amb un porxo inferior i una escala exterior que permet accedir a dalt i una balustrada, que foren construïts en el segle passat durant una de les últimes reformes del mas. Als magatzems annexes s'hi accedeix a través d'unes arcades de mig punt construïdes amb rajols a plec de llibre. Les cobertes d'aquestes construccions són amb cairats, llates i teules.
L'edifici principal és fet amb voltes de rajol a la planta baixa i cairats a la resta. Conserva restes d'arrebossat en els seus paraments exteriors. Totes les parets són de pedra morterada. Les obertures interiors de la planta baixa són emmarcades amb carreus i les llindes amb arcs de rajols a plec de llibre.
El porxo és una edificació agrícola de planta rectangular, construïda amb murs de maçoneria i carreus a les cantonades i a l'arrencament de l'arc de façana, que és de mig punt, construït amb rajols col·locats a plec de llibre. La coberta és de teula àrab a dues vessants i l'estructura que l'aguanta està feta amb bigues de formigó i encadellat ceràmic, enguixat per la cara inferior. Les biguetes de formigó són revestides de fusta. En una façana lateral hi ha una obertura amb carreus en els brancals i llinda de fusta. És utilitzat com a garatge.

## Història
Sota el ràfec de la façana principal es pot veure en l'arrebossat la inscripció "Esteba Carreras me fecit any 1858, 29 setembre". En un carreu de l'arc de l'entrada al pati hi figura la data de 1861. Els interiors de la casa s'han adaptat a les necessitats de confort actuals, sense deslluir l'estructura primitiva.